# Minusinskij rajon
Il Minusinskij rajon è un rajon (distretto) del kraj di Krasnojarsk, nella Russia siberiana centrale; il capoluogo è la città di Minusinsk, che costituisce tuttavia un'entità amministrativa autonoma direttamente dipendente dal kraj.